# Anna Galvin
Anna Galvin est une chanteuse et actrice australienne.

## Biographie
Elle joue des petits rôles dans des séries comme The Sentinel , Stargate SG-1 ou Caprica.

## Filmographie
Sauf indication contraire, les informations mentionnées dans cette section peuvent être confirmées par la base de données cinématographiques IMDb,  présente dans la section « Liens externes ».

### Cinéma
- 2008 : Vice de Raul Inglis : Gwen
- 2010 : Messages Deleted de Rob Cowan : Lisa Kwan
- 2010 : Transparency de Raul Inglis : docteur Ernhart
- 2014 : Way of the Wicked : Laura
- 2014 : Barbie et la Porte secrète (Barbie and the Secret Door) de Karen J. Lloyd : mère d'Alexa (voix)
- 2016 : Warcraft : Le Commencement (Warcraft: The Beginning)  de Duncan Jones : Draka[2].

### Télévision

#### Téléfilm
- 2006 : Rattrapée par son passé : Janet
- 2007 : Second Sight : Mary Kaufman
- 2007 : Mon bébé a disparu (My Baby Is Missing) de Neill Fearnley : Dana Hoch
- 2008 : Ma femme, mon ex... et moi! : Claire
- 2010 : Le garçon qui criait au loup (The Boy Who Cried Werewolf) d'Eric Bross : Mlle Carlsberg
- 2011 : Esprit maternel (Possessing Piper Rose) de Kevin Fair : Wendy
- 2012 : Girl vs. Monster : Witch / Teacher
- 2012 : L'Insupportable Soupçon (A Killer Among Us) de Bradley Walsh : Helen Carleton
- 2012 : Sara's Choice : Rebecca Caskie
- 2019 : Les petits meurtres de Ruby : témoin silencieux (Ruby Herring Mysteries: Silent Witness) de Paul Ziller : Ellie Bluth

#### Série télévisée
- 1994 : Crocodile Shoes (mini-série) (épisode : The Tape (1994) ... Anabelle Barrett
- 1994 : Scavengers (saison 1, épisode 01 : Pilot) : Android
- 1994 : Driven (programme court) : Jessie
- 1995 : Game On (saison 1, épisode 01 : Matthew - a Suitable Case for Treatment) : Julia
- 1996 : The Genie from Down Under (13 épisodes) : Lady Diana Townes
- 1997 : Les Nouvelles Aventures de Robin des Bois (The New Adventures of Robin Hood) (13 épisodes) : Marianne Fitzwalter
- 1997 : Timecop (mini-série) (saison 1, épisode 01 : A Rip in Time) : Anne Thompson
- 1998 : Viper (saison 4, épisode 05 : En souvenir d'Adèle) : Mira McKenna
- 1998 : The Genie from Down Under 2 (13 épisodes) : Lady Diana Townes
- 1998 : Profiler (saison 2, épisode 16 : Obsession médiatique) : Nikki Ware
- 1998 - 1999 : The Sentinel (7 épisodes) : Megan Connor
- 1999 : Snoops (en) (saison 1, épisode 05 : The Heartless Bitch) : Susan Cooper
- 1999 : Clueless (saison 3, épisode 17 : Parents piégés) : Michelle
- 2000 : Deuxième Chance (Once and Again) (saison 2, épisode 05 : Le Contrat) : Female Associate
- 2000 : Hollywood Off-Ramp (saison 1, épisode 01 : Looking for Mr. Campbell) : Lucy
- 2001 : The Beast (saison 1, épisode 06 : Travinia: Part 2) : femme
- 2001 : Associées pour la loi (Family Law) (saison 2, épisode 12 : Vie privée) : Brenda Gellars
- 2002 : Blue Heelers (saison 9, épisode 33 : Parenthood) : Natalie Price
- 2005 - 2006 : Da Vinci's City Hall : Libby Burton
  - (saison 1, épisode 06 : You Have to Bleed a Little)
  - (saison 1, épisode 0 : Gonna Cause a Ruckus)
- 2006 : Stargate SG-1 (saison 9, épisode 12 : Dommage collatéral) : Dr Reya Varrick
- 2006 : La Pire Semaine de ma vie (Worst Week of My Life) (épisode pilote) : Vanessa Bradford
- 2007 : Eureka (saison 2, épisode 05 : Menace sur Eureka) : Dr Jane Harrington
- 2007 : Blood Ties (saison 1, épisode  06: En mal d'amour) : Cheryl
- 2007 : Les Maîtres de l'horreur (Masters of Horror) (saison 2, épisode 12 : Mort clinique) : Dr Loring
- 2007 : Deux princesses pour un royaume (Tin Man) (mini-série) : Lavender Eyes
  - (saison 1, épisode 01 : Into the Storm)
  - (saison 1, épisode 02 : Search for the Emerald)
  - (saison 1, épisode 03 : Tin Man)
- 2007 - 2008 : Smallville (7 épisodes) : Gina
- 2008 : Kyle XY (saison 2, épisode 17 : Les Meilleures Intentions) : Constance Berlinger
- 2008 : La Menace Andromède (The Andromeda Strain) (mini-série) : Lisa Stone
- 2008 : Stargate Atlantis (saison 5, épisode 15 : Les Sekkaris) : Vanessa Conrad
- 2008 - 2014 : Supernatural :
  - (saison 3, épisode 16 : Les Chiens de l'enfer) : Mme Fremont
  - (saison 9, épisode 11 : La Première Lame) : Colette
- 2009 : Defying Gravity (saison 1, épisode 10 : Déjà vu) : Tara Harding
- 2009 : Caprica (épisode pilote) : Shannon Adama
- 2009 - 2011 : Stargate Universe : Mme Armstrong
  - (saison 1, épisode 03 : Air : Partie 3)
  - (saison 1, épisode 07 : Terre)
  - (saison 1, épisode 12 : Mutinerie)
  - (saison 2, épisode 20 : Une famille)
- 2011 - 2013 : Mr. Young (18 épisodes) : Rachel Young
- 2012 : Alcatraz (saison 1, épisode 04 : Cal Sweeney) : Amanda
- 2013 : Motive (saison 1, épisode 12 : David et Goliath) : Dr Hilary Burns
- 2014 : Witches of East End (saison 2, épisode 01 : Poison maudit) : Dr Ray Carlyle
- 2014 : Almost Human (saison 1, épisode  : Les Chromes) : Mme Hoving
- 2015 : Once Upon a Time (saison 4, épisode 19 : La Veuve noire) : Madeline